# ريناتو مرسيليا
ريناتو مرسيليا (بالبرتغالية: Renato Marsiglia) هو حكم كرة قدم ولاعب كرة قدم وصحافي برازيلي، ولد في 3 يونيو 1951 في ريو غراندي في البرازيل.

## وصلات خارجية
- هذه المقالة غير مرتبط بويكي بيانات